# 氣態神經遞質
氣態神經遞質（英語：Gasotransmitter）是一類神經傳導物質。這些分子與其他生物活性內源性氣體訊號分子的差異在於需要滿足不同的表徵標準。目前，只有一氧化氮、一氧化碳和硫化氫被接受為氣態神經遞質。 根據體外模型 (英語：In Vitro Model)，氣體傳導物質與其他氣體訊號分子一樣，可能與氣體感受器結合並觸發細胞中的訊號傳導。
氣態神經遞質這個名稱並不意味著氣態物理狀態，例如無限小的氣泡；物理狀態是溶解在複雜的體液和細胞質中。這些特殊氣體在其生產和功能上具有許多共同特徵，但以不同於經典訊號分子的獨特方式執行其任務。

## 準則
"氣態神經遞質"的術語和表徵準則於2002年首次引入。對於一種被歸類為氣態神經遞質的氣體分子，應符合以下所有準則。
1. 它是一種小分子氣體；
2. 它可自由滲透膜。因此，其作用不依賴同源膜受體。它可以具有內分泌、旁分泌和自分泌作用。例如，在內分泌作用模式下，氣態神經遞質可以進入血流；被清道夫攜帶到遠端目標並釋放在那裡，調節遠端目標細胞的功能；
3. 它是內源性酵素產生的，其產生受到調節；
4. 它在生理相關濃度下具有明確且特定的功能。因此，控制這種氣體的內源水平會引起特定的生理變化。
5. 這種內源性氣體的功能可以透過其外源性應用的對應物來模仿；
6. 其細胞效應可能由第二信使介導，也可能不由第二信使介導，但應具有特定的細胞和分子標靶。

## 概述
諷刺的是，目前的氣體遞質“三位一體”，即一氧化氮、一氧化碳和硫化氫，在歷史上一直被當作無用的有毒氣體而丟棄。這些分子是劑量依賴性毒物兴奋效应的典型例子，低劑量是有益的，而缺乏或過量劑量則是有毒的。這些內源性分子的有益作用激發了每種氣體的重大藥物開發工作。
這三種氣體具有許多相似的特徵，並參與共享的信號傳導途徑，儘管它們的作用可以是協同的，也可以作為拮抗劑。一氧化氮和硫化氫與許多分子標靶高度反應，而一氧化碳相對穩定且代謝惰性，主要限於與哺乳動物體內的亞鐵離子複合物相互作用。 然而，不同系統發育界的生物功能範圍有所不同，一氧化碳與鎳或鉬一氧化碳脱氢酶的重要交互作用就是例證。
氣態神經遞質正在接受以下學科的研究：生物传感、免疫學、神經科學、胃腸病學、和許多其他領域包括藥物開發措施。雖然生物醫學研究受到了最多的關注，但整個生物界都在研究氣態神經遞質。
已經開發了許多分析工具來協助氣體遞質的研究。

## 外部鏈接
- （英文）European Network on Gasotransmitters (ENOG) （页面存档备份，存于）